# Wolfram Eilenberger
 (décembre 2019).
Si vous disposez d'ouvrages ou d'articles de référence ou si vous connaissez des sites web de qualité traitant du thème abordé ici, merci de compléter l'article en donnant les références utiles à sa vérifiabilité et en les liant à la section « Notes et références ».

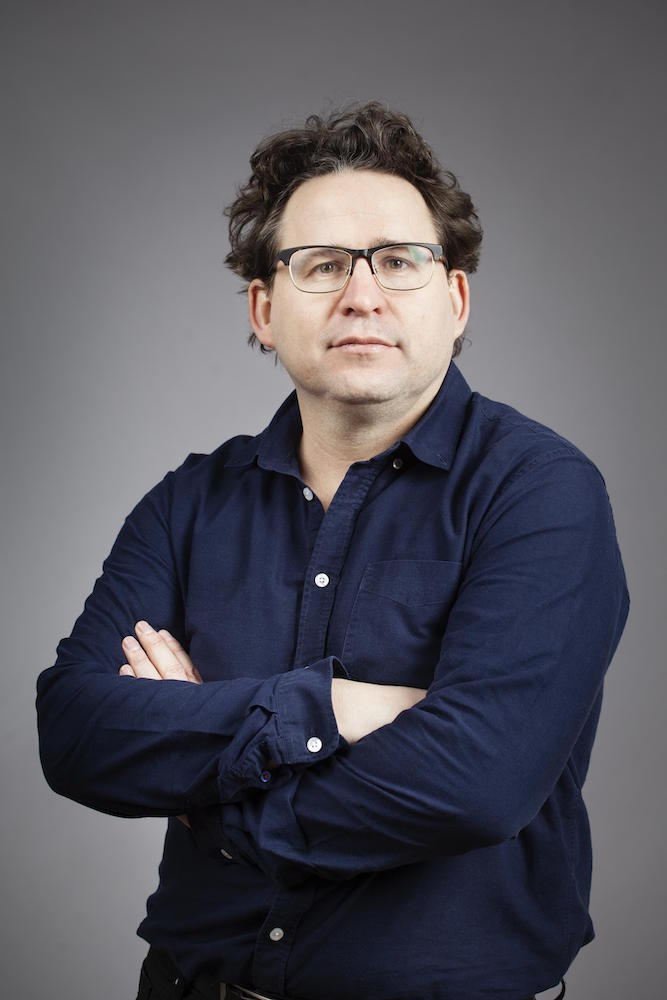
Wolfram Eilenberger en 2016

Wolfram Eilenberger, né le 7 août 1972 à Fribourg-en-Brisgau, est un publiciste et philosophe  allemand.

## Biographie
Eilenberger étudie la philosophie, la psychologie et les études romanes à Heidelberg, Turku et Zurich. En 2008, il obtient un doctorat en philosophie, en collaboration avec Michael Hampe, avec une thèse sur la philosophie culturelle de Mikhaïl Bakhtine.
Il travaille en tant que publiciste depuis 1999, notamment avec sa rubrique Ethikrat (comité d'éthique) du journal hebdomadaire Die Zeit et Live aus dem Elfenbeinturm (En direct de la tour d’ivoire) du Tagesspiegel à Berlin. De 2003 à 2010, il a travaillé comme correspondant philosophique pour le magazine mensuel Cicero.
Le travail journalistique d'Eilenberger se caractérise par l'application de perspectives philosophiques aux questions de politique, de culture quotidienne et de sport. Il est également l'auteur de nombreux ouvrages philosophiques, lesquels ont été traduits dans différentes langues. Au printemps 2010, les éditions Blanvalet publient son livre Finlandais des sens: de celui qui émigre pour épouser une femme finlandaise, qui est resté pendant 17 semaines sur la liste des best-sellers du Spiegel (dans la catégorie non-fiction). Le livre a été publié en finnois par Siltala Publishing sous le titre Minun suomalainen vaimoni au printemps 2011 et est rapidement devenu un best-seller en Finlande. 
En 2009, la thèse d'Eilenberger sur la philosophie de Bakhtine été publiée sous le titre Le Devenir de l'homme dans le monde. Le livre est reconnu par l'éditeur Rainer Grübel comme  «Contribution à une philosophie de la communication humaine comme base d'une théorie culturelle », mais critiqué d'un point de vue philologique. Eilenberger n'avait effectivement travaillé qu'avec des traductions principalement en anglais et avait ignoré la littérature secondaire de langue russe.  
De 2010 à 2012, Eilenberger enseigne à l’Université de Toronto. Il est marié à Pia Päiviö, une spécialiste de la culture finlandaise et ancienne joueuse internationale finlandaise de basket-ball. Eilenberger vit aujourd'hui avec sa famille à Berlin et Copenhague. 
En 2011, Eilenberger reçoit le prix de philosophie Mindelheimer pour son livre Une philosophie pour tous ceux qui envisagent encore quelque chose (Berlin Verlag).  
Il est rédacteur en chef du Philosophie Magazin (de) et, depuis novembre 2017, directeur de la maison d'édition berlinoise Nicolai Publishing Intelligence.

## Un essai:Le Temps des magiciens
Le dernier livre d'Eilenberger Le Temps des magiciens : 1919-1929, l'invention de la pensée moderne est publié en mars 2018. Le travail, qui porte essentiellement sur les philosophies de Ludwig Wittgenstein, Ernst Cassirer, Walter Benjamin et Martin Heidegger, apparaît sur la liste des meilleures ventes Spiegel pendant plus de sept mois après sa publication. Il est traduit en plusieurs langues, figurant d'ailleurs sur les listes des meilleures ventes en Italie et en Espagne. 

### Réception
Le Temps des magiciens est très bien accueilli, tant au niveau national qu'international. À ce titre justement, Micha Brumlik parle, dans le taz, d'un « livre sans précédent » . El País a fait l'éloge de l'auteur, qui a su « combiner la biographie et l'histoire des idées avec une habileté narrative admirable » . L'auteur Maxim Biller, dans Die Welt , en date du 16 février 2019, comptait quant à lui Eilenberger parmi les « Allemands de gauche », l'accusant d'avoir laissé tomber les sympathies du philosophe Martin Heidegger pour le régime nazi au temps des magiciens.

### Prix

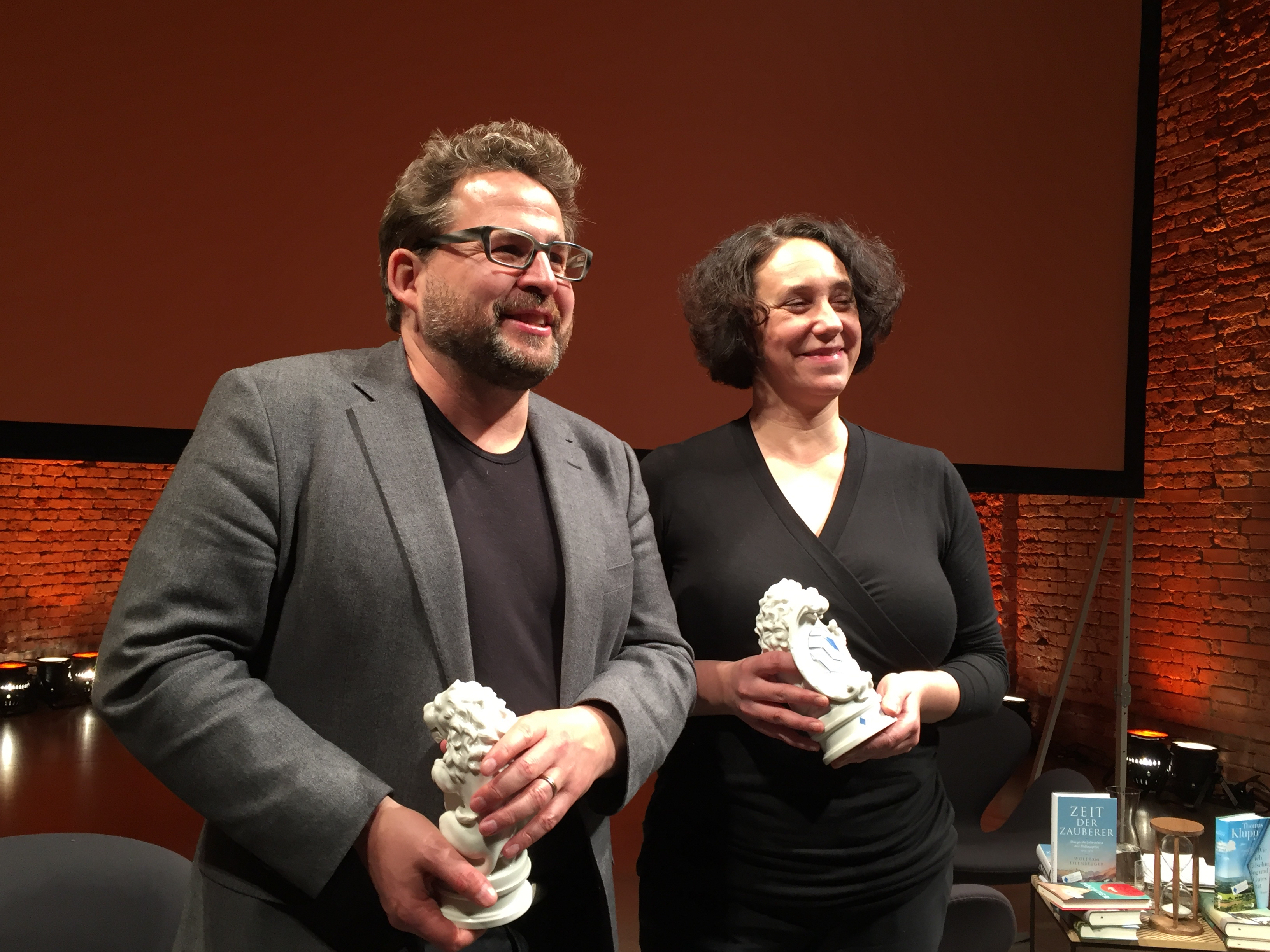
Prix du livre bavarois 2018 - Lauréat Wolfram Eilenberger (non-fiction) et Lucy Fricke (fiction)

- Prix du livre bavarois 2018, catégorie « non-fiction », pour Zeit der Zauberer: das große Jahrzehnt der Philosophie 1919 - 1929 (traduit en français sous le titre Le Temps de magiciens : 1919-1929, l'invention de la pensée moderne)
- Prix du Meilleur Livre étranger 2019, catégorie «Essai», pour Le Temps de magiciens

## Œuvres (liste partielle)
- Philosophie für alle, die noch etwas vorhaben. Berlin Verlag, 2005  (ISBN 978-3-8270-0581-6). 2. Auflage: Berliner Taschenbuch-Verlag, Berlin, 2007,  (ISBN 978-3-8333-0476-7) Une vie meilleure : comment la philosophie habite concrètement votre vie, traduit par Pierre Deshusses et Tatjana Marwinski, Paris, Flammarion, coll. « Un chemin à soi », 2012  (ISBN 978-2-0812-8462-3)
- Lob des Tores: 40 Flanken in Fußballphilosophie. Berliner Taschenbuch-Verlag, Berlin, 2006  (ISBN 3-8333-0361-1)
- This is not America: Philosophen sprechen über die Lage des Landes. Matthes und Seitz, 2008
- Das Werden des Menschen im Wort: Eine Studie zur Kulturphilosophie Michail M. Bachtins. Chronos, Zürich, 2009  (ISBN 978-3-03-400923-2) (zugleich Dissertation an der Universität Zürich, 2008)
- Kleine Menschen, große Fragen: 20 philosophische Fragen für die Erwachsenen von morgen – und heute. Berlin-Verlag, Berlin, 2009  (ISBN 978-3-8270-0827-5). Berliner Taschenbuch-Verlag, Berlin, 2010  (ISBN 978-3-8333-0667-9)
- Finnen von Sinnen: Von einem, der auszog, eine finnische Frau zu heiraten. Blanvalet, München, 2010, 2012²  (ISBN 978-3-442-37583-7)
- Kanada kann mich mal: Von einem, der mit seinen Kindern in die Ferne zog. Blanvalet, München, 2012  (ISBN 978-3-7645-0404-5)
- Wolfram Eilenberger (Hrsg.): Der Tatort und die Philosophie. Schlauer werden mit der beliebtesten Fernsehserie. Tropen, Stuttgart 2014  (ISBN 978-3-608-50327-2)
- Zeit der Zauberer: das große Jahrzehnt der Philosophie 1919 - 1929. Klett-Cotta 2018  (ISBN 3608947639) Le Temps des magiciens : 1919-1929, l'invention de la pensée moderne, traduit par Corinna Gepner, Paris, Albin Michel, 2019  (ISBN 978-2-226-43690-0)